# 밀루틴 밀란코비치 메달
밀루틴 밀란코비치 메달은 유럽 지구과학연합(EGU)이 수여하는 지구과학 분야의 연례 상이다. 이 상은 1993년 유럽 지구물리학회(EGS)에 의해 처음 제정되었다. 2003년 유럽 지구과학연합과의 통합 이후, 이 메달은 "기후: 과거, 현재, 미래" 부문에 의해 수여되고 있다. 이 메달은 장기적인 기후 변화와 모델링 분야에서 뛰어난 연구를 수행한 과학자들에게 수여된다. 세르비아의 지구물리학자 밀루틴 밀란코비치(Milutin Milanković)의 학문적 기여와 편집 활동을 기리기 위해 그의 이름을 따서 명명되었다.

## 수상자
이 상은 다음과 같은 인물들에게 수여되었다.
- 1993: Bert R. J. Bolin
- 1994: André L. Berger
- 1995: Jean-Claude Duplessy
- 1996: Lennart Bengtsson
- 1997: Jean Jouzel
- 1998: 마나베 슈쿠로(Syukuro Manabe)
- 1999: Sir Nicholas J. Shackleton
- 2000: Robert Sadourny
- 2001: John E. Kutzbach
- 2002: I. Colin Prentice
- 2003: George Kukla, John Imbrie
- 2004: Frederik Hilgen
- 2005: Martin Claussen
- 2006: Michael Sarnthein
- 2007: Wang Pinxian
- 2008: William Richard Peltier
- 2009: Pascale Braconnot
- 2010: James D. Hays
- 2011: Andrey Ganopolski
- 2012: Wolfgang H. Berger
- 2013: Didier Paillard
- 2014: Maureen E. Raymo
- 2015: Paul J. Valdes
- 2016: James C. Zachos
- 2017: Axel Timmermann
- 2018: David A. Hodell
- 2019: Jacques Laskar
- 2020: Valérie Masson-Delmotte
- 2021: Ayako Abe-Ouchi
- 2022: Hai Cheng
- 2023: Bette Otto-Bliesner
- 2024: Peter U. Clark